# Natalja Witaljewna Jewdokimowa

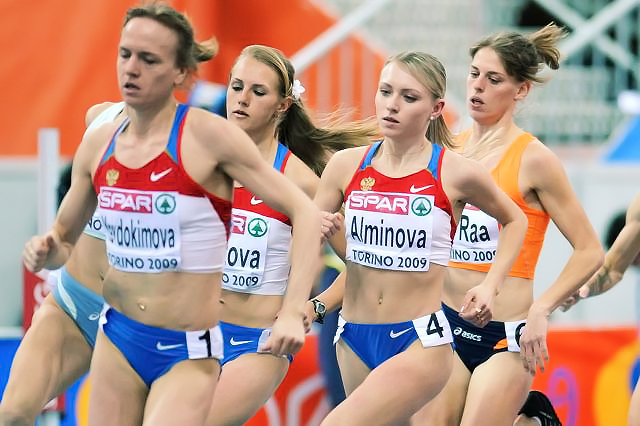
Natalja Jewdokimowa (Nr. 1) bei den Halleneuropameisterschaften 2009

Natalja Witaljewna Jewdokimowa (russisch Наталья Витальевна Евдокимова, engl. Transkription Natalya Yevdokimova; * 17. März 1978 in der Oblast Kirowohrad) ist eine russische Mittelstreckenläuferin ukrainischer Herkunft.

## Leben
1997 wurde sie Junioren-Europameisterin über 1500 m. Im Jahr darauf erhielt sie die russische Staatsbürgerschaft.
Bei den Leichtathletik-Weltmeisterschaften 2003 in Paris/Saint-Denis erreichte sie über 800 m das Halbfinale, und bei den Olympischen Spielen 2004 in Athen wurde sie Vierte über 1500 m.
Nach einer mehrjährigen Wettkampfpause meldete sie sich 2009 mit einem sechsten Platz über 1500 m bei den Halleneuropameisterschaften in Turin zurück. Bei den Weltmeisterschaften in Berlin wurde sie über dieselbe Distanz Achte. 
Bei den Leichtathletik-Europameisterschaften 2010 in Barcelona schied sie über 1500 m im Vorlauf aus.
Natalja Jewdokimowa wird von Wiktor Morosow trainiert und startet für den Verein Dinamo.

## Persönliche Bestzeiten
- 800 m: 1:58,75 min, 8. August 2003, Tula
  - Halle: 2:02,78 min, 31. Januar 2004, Stuttgart
- 1000 m (Halle): 2:37,98 min, 1. Februar 2009, Moskau
- 1500 m: 3:57,73 min, 28. August 2005, Rieti
  - Halle: 4:07,72 min, 23. Januar 2009, Sankt Petersburg
- 1 Meile: 4:24,40 min, 2. August 2003, Heusden-Zolder
  - Halle: 4:29,29 min, 8. Februar 2009, Gent
- 2000 m: 5:47,34 min, 4. September 2009, Brüssel